# Daouda Sow (homme politique)
Pour les articles homonymes, voir Daouda Sow et Sow.
Daouda Sow (1933-2009) est un médecin-psychiatre et homme politique sénégalais, ancien député, plusieurs fois ministre et quatrième président de l'Assemblée nationale. Doté d'une forte personnalité, membre influent du Bureau politique du Parti socialiste (PS), c'est l'une des grandes figures de la vie publique sénégalaise au cours des années 1970-1980.

## Biographie
Originaire du Djolof, issu de l'élite peul de la région, né à Wiss-Wiss dans le département de Linguère en 1933, il effectue sa scolarité secondaire au lycée Van Vollenhoven – renommé depuis lycée Lamine Guèye –, puis étudie la médecine à l'Université de Dakar. Devenu psychiatre, il exerce au Centre hospitalier national universitaire de Fann où il retourne travailler lorsqu'il est moins sollicité par sa carrière politique. Il conserve également un cabinet dans sa clinique du quartier populaire de la Médina. Soutenue à l'Université de Dakar en 1962, sa thèse de doctorat portait sur le sujet suivant : Les conduites auto-agressives, suicides et auto-mutilation au Sénégal.
En 1956 il adhère au Bloc populaire sénégalais (BPS), devenu par la suite l'Union progressiste sénégalaise (UPS), puis le Parti socialiste (PS). Député de 1963 à 1970, il préside aussi la commission des Affaires sociales à l'Assemblée nationale.
Il obtient son premier portefeuille ministériel lorsque, sous la présidence de Léopold Sédar Senghor, le Premier ministre Abdou Diouf le nomme ministre de la Santé publique et des Affaires sociales en remplacement de Abdoulaye Ly, dans son premier gouvernement formé le 28 novembre 1970. « Sans trop d'éclats, mais aussi sans trop d'écarts », Daouda Sow conserve son poste au fil de plusieurs remaniements. Coumba Ndoffène Diouf lui succède le 5 avril 1973.
À cette même date, Daouda Sow est nommé ministre de l'Information, chargé des relations avec les Assemblées, en remplacement de Ousmane Camara. Les Télécommunications sont ajoutées à ses attributions lors du remaniement du 16 février 1974, et il conserve ce poste jusqu'à l'élection d'Abdou Diouf à la présidence de la République en 1981. Habib Thiam devient alors Premier ministre et Daouda Sow est nommé ministre des Forces armées dans ce premier gouvernement de Habib Thiam, le 2 janvier 1981. Au moment de la création de la Confédération de Sénégambie, il est nommé ministre de la Défense dans le premier cabinet confédéral, en novembre 1982. Médoune Fall lui succède aux Forces armées le 3 avril 1983.
Le 12 avril 1984, Daouda Sow est élu président de l’Assemblée nationale, succédant à Habib Thiam, démissionnaire. L'historien Mamadou Diouf le décrit comme « l'un des meilleurs analystes et stratèges de l'appareil politique au pouvoir ». Il est réélu le 6 avril 1988, mais des troubles ayant éclaté après le succès contesté de Abdou Diouf lors de l'élection présidentielle du 28 février 1988, une crise grave s'est ouverte dans le pays. Daouda Sow fait partie des personnes qui cherchent à préserver une certaine autonomie à l'égard d'un pouvoir de plus en plus hégémonique, et notamment à l'égard de Jean Collin, alors considéré comme le numéro deux du régime, Daouda Sow est finalement contraint de démissionner le 9 décembre 1988. Le Cayorien Abdoul Aziz Ndaw lui succède, « sans vagues ni remous ».
Daouda Sow occupera aussi plusieurs autres fonctions officielles, à l'échelon régional, national ou international. En 1985, il est élu président de l’Union des parlements africains, devenue Union parlementaire africaine (UPA). De 1988 à 1991 il préside l'Union interparlementaire (UIP).
Décédé à l’hôpital Le Dantec de Dakar le 6 décembre 2009 des suites d'une longue maladie, il est inhumé à Kamb, dans le département de Linguère.
Daouda Sow était l'oncle d'une autre personnalité politique de premier plan, Djibo Leyti Kâ, ministre d'Abdoulaye Wade.